# آخي دولفين
آخي دولفين (بالعبرية: אח"י דולפין) هي أول غواصة إسرائيلية من فئة دولفين 1. وثاني غواصة في البحرية الإسرائيلية تحمل هذا الاسم بعد آخي دولفين (ز-75) التي خدمت في الفترة من 1965 حتى 1975. أُطلقت الغواصة في أبريل 1996 في كيل بألمانيا، ودُشنت في 29 مايو 1999.

## نظرة عامة
بُنيت آخي دولفين في أحواض شركة نورد سي ويرك لبناء السفن في ألمانيا ووصلت إلى إسرائيل في 27 يوليو 1999.
الغواصة مسلحة بستة أنابيب متعددة الأغراض عيار 533 مم لإطلاق الطوربيدات، وأربعة أنابيب متعددة الأغراض عيار 648 مم لإطلاق طوربيدات أكبر أو صواريخ أخرى مصممة لتُطلق من غواصة مثل هاربون (المضادة للسفن). يمكن لأنابيب الطوربيد الأكبر أيضاً إطلاق طوربيدات بشرية.
من المقرر استبدال الغواصات الثلاث الأولى من فئة (دولفين-1) من غير نظام الدفع الهوائي المستقل [الإنجليزية] بغواصات جديدة من فئة ديكار [الإنجليزية]، بدءًا من 2027.

## وصلات خارجية
- Israeli submarine Dolphin
- FAS: Israel: Submarines
- Dolphin class submarines cutaway diagram, Der Spiegel, 5 June 2012